# Le Roman comique

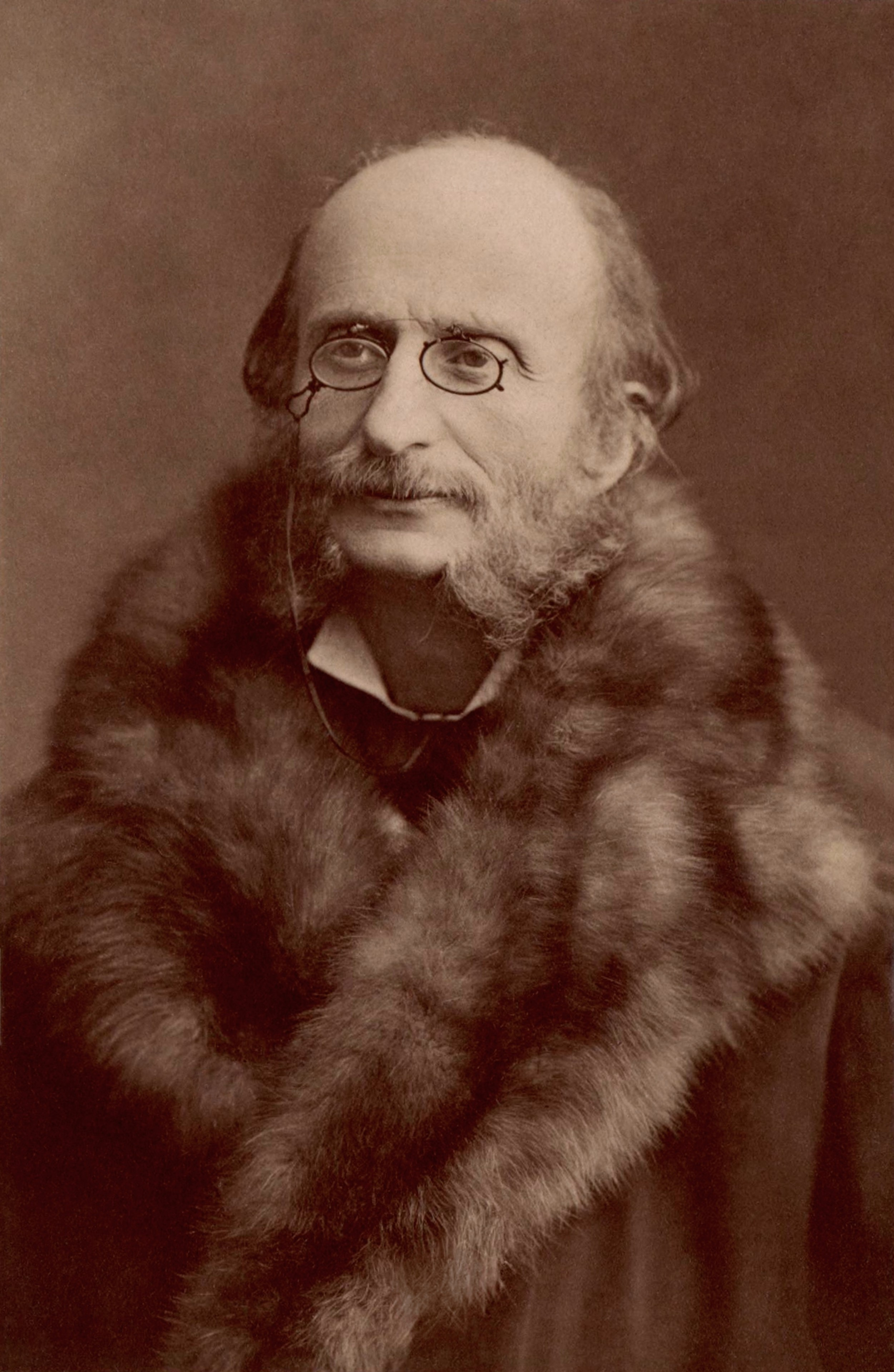
Jacques Offenbach

Le Roman comique är en opéra-comique i tre akter med musik av Jacques Offenbach och libretto av Ludovic Halévy och Hector Crémieux. Den hade premiär den 10 december 1861 på Théâtre des Bouffes-Parisiens, salle Choiseul.
Le Roman comique var en avlägsen imitation av Paul Scarron roman med samma namn, där endast titeln och karaktärerna hade bevarats. Handlingen i akt I äger rum på värdshuset "Soleil d'or" och i akt II på hotellet "Lion d'argent" i Le Mans. Verkets misslyckande avslutade samarbetet mellan Cremieux och Halévy..
Denna parodi på tragedi om forntida ämnen mottogs mindre väl än Le Pont des Soupirs, som hade premiär i mars samma år. Sången De la blanche couronne gjorde succé men publiken var på hela kallsinnig trots en livlig final i akt II. Verket har inte överlevt och det gavs aldrig ut i tryck heller förutom tre separata sånger.